# Liste der Baudenkmäler in Aubstadt
Auf dieser Seite sind die Baudenkmäler in der unterfränkischen Gemeinde Aubstadt zusammengestellt. Diese Tabelle ist eine Teilliste der Liste der Baudenkmäler in Bayern. Grundlage ist die Bayerische Denkmalliste, die auf Basis des Bayerischen Denkmalschutzgesetzes vom 1. Oktober 1973 erstmals erstellt wurde und seither durch das Bayerische Landesamt für Denkmalpflege geführt wird. Die folgenden Angaben ersetzen nicht die rechtsverbindliche Auskunft der Denkmalschutzbehörde.
 Diese Liste gibt den Fortschreibungsstand vom 29. November 2019 wieder und enthält 9 Baudenkmäler.

## Baudenkmäler nach Ortsteilen

### Aubstadt
| Lage                                            | Objekt                                   | Beschreibung | Akten-Nr.             | Bild           |
| ----------------------------------------------- | ---------------------------------------- | --- | --------------------- | -------------- |
| Dorfplatz 5 (Standort)                          | Wohnhaus                                 | Zweigeschossiger giebelständiger Fachwerkbau mit Satteldach, 18. Jahrhundert | D-6-73-113-2 Wikidata | weitere Bilder |
| Dorfplatz 6 (Standort)                          | Wohnhaus                                 | Zweigeschossiges traufständiges Satteldachhaus, Erdgeschoss verputzt, Fachwerkobergeschoss, um 1700                                                                                                | D-6-73-113-3 Wikidata | weitere Bilder |
| Hauptstraße (Standort)                          | Kriegerdenkmal für 1870/71               | Figur der Viktoria mit Brustpanzer und Schwert, auf Inschriftsockel, Sandstein, 1904 | D-6-73-113-6 Wikidata | weitere Bilder |
| Hauptstraße 5 (Standort)                        | Wohnhaus                                 | Zweigeschossiger giebelständiger Fachwerkbau mit Satteldach, um 1700 | D-6-73-113-4 Wikidata | BW             |
| Jungholz (Standort)                             | Gedenkstein                              | Obelisk mit vasenartiger Bekrönung, Sandstein, historistisch, 1933 wohl zweitverwendet | D-6-73-113-9 Wikidata | BW             |
| Kirchenrangen 1 (Standort)                      | Wohnhaus                                 | Zweigeschossiger, auf die Kirchhofmauer aufgesetzter Satteldachbau, Fachwerk verputzt, 18. Jahrhundert                                                                                             | D-6-73-113-7 Wikidata | weitere Bilder |
| Kirchenrangen 1 (Standort)                      | Spätmittelalterliche Kirchhofbefestigung | Dreigeschossiger Torturm mit tonnengewölbter Durchfahrt, 15. Jahrhundert, und achteckigem barockem Turmabschluss mit Kuppel und Laterne, 18. Jahrhundert, Reste der Mauer, an der Nordseite Graben | D-6-73-113-1 Wikidata | weitere Bilder |
| Kirchenrangen 3 (Standort)                      | Evangelisch-lutherische Pfarrkirche      | Chorturmkirche, massiver Turm, im Kern mittelalterlich, oktogonales Fachwerkobergeschoss mit welscher Haube und Laterne, um 1610, Langhaus mit Satteldach, nachgotisch, 1608–1613 mit Ausstattung  | D-6-73-113-1 Wikidata | weitere Bilder |
| Milzgrundstraße 10 (Standort)                   | Pfarrhaus                                | Zweigeschossiger Halbwalmdachbau, zum Teil massiv und verputzt, Obergeschoss und Giebel mit Fachwerk, um 1800                                                                                      | D-6-73-113-5 Wikidata | weitere Bilder |
| Nähe Kirchenrangen; vor dem Kirchhof (Standort) | Kriegerdenkmal für 1914–18               | Postament mit Figurengruppe, Sandstein, um 1920; seitlich Stelen in Kreuzform für die Gefallenen des Zweiten Weltkriegs                                                                            | D-6-73-113-8 Wikidata | weitere Bilder |